# Augnarholmen
Augnarholmen est une île norvégienne du comté de Hordaland appartenant administrativement à Øygarden.

## Description
Rocheuse et désertique, elle s'étend sur environ 242 m de longueur pour une largeur approximative de 181 m.